# Theobald V van Blois
Theobald V van Blois (Frans: Thibault V de Blois, ?, 1130 - Akko, 1191), bijg. de Goede, was een jongere zoon van Theobald IV van Blois en Mathilde van Sponheim-Karinthië. Theobald verkreeg in 1151 Blois-Chartres, Châteaudun, Tours en Chinon. Hij stond in een mindere positie tegenover zijn broer Hendrik en had met hem en met zijn vazallen diverse conflicten over rechts- en bezitsverhoudingen. In Châteaudun versterkte hij zijn burcht met een grote, ronde donjon. Theobald nam deel aan de Derde Kruistocht en sneuvelde tijdens het Beleg van Akko (1189-1191) in 1191.
Hij was gehuwd met Sybilla van Château Renaud en in 1164 met Adelheid van Frankrijk (1151 - 1198), dochter van koning Lodewijk VII van Frankrijk en Eleonora van Aquitanië, en werd de vader van:
- Adelheid, abdis in Fontevraud,
- Elisabeth (-1248) , gehuwd met Sulpicius III van Amboise,
- Lodewijk (-1205)
- Margaretha (1164-1230).

## Voorouders
| Voorouders van Theobald V van Blois (1130-1191) | Voorouders van Theobald V van Blois (1130-1191)                                   | Voorouders van Theobald V van Blois (1130-1191)                                   | Voorouders van Theobald V van Blois (1130-1191)                                   | Voorouders van Theobald V van Blois (1130-1191)                                   | Voorouders van Theobald V van Blois (1130-1191)                                   | Voorouders van Theobald V van Blois (1130-1191)                                   | Voorouders van Theobald V van Blois (1130-1191)                                   | Voorouders van Theobald V van Blois (1130-1191)                                   |
| ----------------------------------------------- | --------------------------------------------------------------------------------- | --------------------------------------------------------------------------------- | --------------------------------------------------------------------------------- | --------------------------------------------------------------------------------- | --------------------------------------------------------------------------------- | --------------------------------------------------------------------------------- | --------------------------------------------------------------------------------- | --------------------------------------------------------------------------------- |
| Overgrootouders                                 | Theobald III van Blois (1012-1089) ∞ Garsende van Maine (-)                       | Theobald III van Blois (1012-1089) ∞ Garsende van Maine (-)                       | Willem de Veroveraar (±1028–1087) ∞ 1051 Mathilde van Vlaanderen (1031-1083)      | Willem de Veroveraar (±1028–1087) ∞ 1051 Mathilde van Vlaanderen (1031-1083)      | Engelbert I van Spanheim (1035-1096) ∞ Hadwig (1045-1085)                         | Engelbert I van Spanheim (1035-1096) ∞ Hadwig (1045-1085)                         | Ulrich van Passau (-1099) ∞ ?                                                     | Ulrich van Passau (-1099) ∞ ?                                                     |
| Grootouders                                     | Stefanus II van Blois (1045-1102) ∞ Adela van Engeland (1062-1137)                | Stefanus II van Blois (1045-1102) ∞ Adela van Engeland (1062-1137)                | Stefanus II van Blois (1045-1102) ∞ Adela van Engeland (1062-1137)                | Stefanus II van Blois (1045-1102) ∞ Adela van Engeland (1062-1137)                | Engelbert van Karinthië (1070-1141) ∞ Uta van Passau (-)                          | Engelbert van Karinthië (1070-1141) ∞ Uta van Passau (-)                          | Engelbert van Karinthië (1070-1141) ∞ Uta van Passau (-)                          | Engelbert van Karinthië (1070-1141) ∞ Uta van Passau (-)                          |
| Ouders                                          | Theobald IV van Blois (1090-1152) ∞ Mathilde van Sponheim-Karinthië (±1106-±1160) | Theobald IV van Blois (1090-1152) ∞ Mathilde van Sponheim-Karinthië (±1106-±1160) | Theobald IV van Blois (1090-1152) ∞ Mathilde van Sponheim-Karinthië (±1106-±1160) | Theobald IV van Blois (1090-1152) ∞ Mathilde van Sponheim-Karinthië (±1106-±1160) | Theobald IV van Blois (1090-1152) ∞ Mathilde van Sponheim-Karinthië (±1106-±1160) | Theobald IV van Blois (1090-1152) ∞ Mathilde van Sponheim-Karinthië (±1106-±1160) | Theobald IV van Blois (1090-1152) ∞ Mathilde van Sponheim-Karinthië (±1106-±1160) | Theobald IV van Blois (1090-1152) ∞ Mathilde van Sponheim-Karinthië (±1106-±1160) |